# Institute for Historical Review
Das Institute for Historical Review (IHR) ist eine pseudowissenschaftliche Organisation. Das IHR wird von vielen führenden Geschichtswissenschaftlern als die weltweit führende Organisation der Holocaustleugnung angesehen. Es wurde im Jahr 1978 in Torrance/Kalifornien gegründet. Nach eigenem Verständnis ist das IHR ein „Ausbildungs-, Forschungs- und Veröffentlichungszentrum im Dienste des öffentlichen Interesses, das sich der Förderung des öffentlichen Geschichtsbewusstseins widmet“.

## Geschichte
Die Gründer des IHR waren der Brite David McCalden (auch bekannt als Lewis Brandon), ehemaliges Mitglied der rechtsradikalen National Front, und der Amerikaner Willis Carto, Leiter der (heute nicht mehr existierenden) „Liberty Lobby“. Diese war eine antisemitische Organisation, die durch die Herausgabe der populistischen Zeitung The Spotlight (heute: American Free Press) bekannt geworden ist.
McCalden schied 1981 im Streit mit Carto aus. Carto hat 1993 in einem internen Machtkampf mit seinen Angestellten seinen Einfluss auf das IHR verloren. Nachdem dem Institut ein Millionenerbe vermacht worden war, brach ein Streit über die Verfügungsrechte über das Geld aus, den Carto bei den juristischen Auseinandersetzungen im Jahr 2001 endgültig verlor. Seit 1993 leitet Mark Weber, vormals Aktivist der NSDAP-Aufbauorganisation, das IHR, das seit dieser Zeit noch eindeutiger eine neonazistische Institution geworden ist, als sie es vorher schon war.
1979 schrieb das IHR die Summe 50.000 US-Dollar als Belohnung für den nachprüfbaren Beweis aus, dass „Gaskammern mit dem Zweck der Tötung von Menschen in oder nahe bei Auschwitz existierten“. Der Auschwitz-Überlebende Mel Mermelstein reichte einen notariell beglaubigten Bericht ein, in dem er seine Internierung in dem Vernichtungslager und die letzten Augenblicke im Leben seiner Mutter und seiner beiden Schwestern schilderte, deren erzwungenes Betreten von Gaskammer V er beobachtet hatte. Das IHR ignorierte diese Einsendung, woraufhin Mermelstein das Institut wegen Vertragsbruchs verklagte. Das IHR wurde in einem Gerichtsprozess zur Zahlung der Belohnung nebst weiteren 40.000 US-Dollar verurteilt. Als Folge dieses Verfahrens erklärte das oberste kalifornische Gericht den Holocaust für eine unbestreitbare gerichtsbekannte Tatsache.
Seit 1979 hat das IHR zahlreiche Symposien veranstaltet, bei denen bekannte Holocaustleugner wie Arthur Butz, Robert Faurisson, Jürgen Graf, David Irving, Fred A. Leuchter, Joseph Sobran, Pete McCloskey, Florentine Rost van Tonningen, Carlo Mattogno, Ahmed Rami, Bradley Smith, Ernst Zündel und Sympathisanten revisionistische Thesen und Äußerungen zu verwandten Themen (etwa über die Rolle des bei Revisionisten besonders verhassten Winston Churchill) vortrugen.
Die mit dem IHR verbundene Noontide Press veröffentlicht antisemitische, nationalsozialistische und neonazistische „Klassiker“ wie die Protokolle der Weisen von Zion, Mein Kampf und „Der Mythus des 20. Jahrhunderts“ in englischer Übersetzung sowie auch neuere Titel mit vergleichbarem Inhalt.
Etwa seit der Mitte der 1990er Jahre befindet sich das IHR im Niedergang. Die Prozesse gegen Carto waren jahrelang die Hauptbeschäftigung des Instituts. Es hat seine Aktivitäten zunehmend auf die Aufrechterhaltung der Kontakte zu den Mitgliedern und zu befreundeten Organisationen begrenzt und ist auch durch das in vielen Ländern verschärfte Vorgehen gegen Holocaustleugner in seiner Öffentlichkeitswirkung geschwächt worden. Trotzdem hat das IHR zuletzt noch im April 2004 zusammen mit der neonazistischen „National Alliance“ eine Konferenz in Sacramento/Kalifornien zu veranstalten versucht. Dies musste jedoch abgesagt werden, nachdem der Vermieter der Tagungsräume erfahren hatte, um was für eine Veranstaltung es sich handelte.

## Holocaustleugnung
Nach Aussagen von Kritikern (z. B. die Anti-Defamation League und zahlreichen vergleichbaren Organisationen) ist das IHR eine antisemitische Organisation, die in Verbindung mit neonazistischen Gruppierungen steht. Das Hauptziel des IHR ist die Verbreitung von Scheinargumenten, die die Leugnung der Judenvernichtung und des Genozids an anderen Gruppen plausibel machen und sie als wissenschaftlich vertretbare Thesen erscheinen lassen sollen. Die Selbstbezeichnung für diese Form der Holocaustleugnung lautet „Revisionismus“, die dem von den Revisionisten sogenannten „Exterminationismus“ (d. i. der Anerkennung des Holocaust als einer Tatsache) gegenübergestellt wird; durch diese Begriffsprägungen soll der Anschein erweckt werden, es handle sich um zwei konkurrierende und gleichermaßen berechtigte geschichtswissenschaftliche Ansätze in der Erforschung der Geschichte des Nationalsozialismus. 
Gleichlautende Kritiken sind u. a. auch in Zeitungen mehrerer Ländern (z. B. in den USA und im Libanon) und in der Berichterstattung des britischen Fernsehsenders Channel 4 geäußert worden. Deborah Lipstadt – deren Aussagen in dem vergleichbaren Fall des Holocaustleugners David Irving gerichtlich bestätigt wurden – hat das IHR eine antisemitische und wissenschaftlich unseriöse Institution genannt sowie detailliert geschildert, mit welchen Mitteln es die Geschichtswissenschaft mit in scheinbar neutraler Sprache ausgeschriebenen „wissenschaftlichen“ Symposien und der Bereitstellung von Publikationsgelegenheiten für junge Wissenschaftler zu infiltrieren versucht.
Das IHR widerspricht derartigen Anschuldigungen: „Das Institut betreibt keineswegs die 'Leugnung des Holocaust'. Jeder verantwortungsbewusste Wissenschaftler der Geschichte des 20. Jahrhunderts erkennt die große Katastrophe an, die das europäische Judentum während des Zweiten Weltkriegs erlitt. Dennoch hat das IHR im Laufe der Jahre detaillierte Bücher und zahlreiche eindringliche Aufsätze veröffentlicht, die bestimmte Aspekte der konventionellen exterminationistischen Geschichte des Holocaust in Frage stellen und auf einige spezifische Übertreibungen und Fehler hinweisen.“ Nach einer Äußerung von Mark Weber gestehen die Mitglieder des IHR zu, dass bei den nationalsozialistischen Maßnahmen gegen die Juden (und andere Gruppen) einige wenige Todesfälle vorgekommen sein können, die Zahl von sechs Millionen Opfern stelle hingegen eine „Übertreibung“ dar.
Nach Ansicht etablierter Historiker und Gelehrter betreibt das IHR keine seriöse historische Forschung, sondern Pseudowissenschaft mit dem Ziel der Leugnung des Holocaust. Das redaktionelle Gremium einer führenden geschichtswissenschaftlichen Zeitschrift, des Journal of American History, hat erklärt: „Wir alle verabscheuen aus moralischen wie aus wissenschaftlichen Gründen den inhaltlichen Kern der Argumente des Institute for Historical Review. Dessen Wunsch nach fachlicher Anerkennung lehnen wir ab.“
In einem im Jahr 2003 in der britischen Tageszeitung The Independent veröffentlichten Artikel über eine der Konferenzen des IHR stand: „Das Institute for Historical Review behauptet in allen Werbematerialen, dass dessen Mitglieder 'objektive Historiker' seien, die sich nur für die Entdeckung 'der Wahrheit über den Holocaust und andere kontroverse geschichtliche Ereignisse' interessierten. Bereits zehn Minuten nach Beginn der Konferenz scheint diese Behauptung unglaubwürdig. Auf eine Flut von antisemitischen Behauptungen und Verleumdungen reagieren die Zuschauer mit Beifall.“

## Journal of Historical Review
Das IHR veröffentlicht seit 1980 das Journal of Historical Review (JHR), in dem Aufsätze ohne externe wissenschaftliche Supervision erscheinen, wie sie in den Vereinigten Staaten bei wissenschaftlichen Zeitschriften üblich ist. Laut den Kritikern (einschließlich der ADL, dem Dänischen Zentrum für Holocaust- und Genozidforschung, und anderer Wissenschaftler, z. B. Robert Hanyok, Historiker bei der National Security Agency) ist die Zeitschrift als pseudowissenschaftlich einzuschätzen. Während der 1980er-Jahre erschienen in dem Journal zahlreiche Artikel des französischen Holocaustleugners Robert Faurisson.
In einem Artikel über das JHR in der Fachzeitschrift History Teacher stand: „Die Zeitschrift ist schockierend rassistisch und antisemitisch: Artikel über 'Amerikas gescheiterte Rassenpolitik' und gegen Israel gerichtete Beiträge begleiten solche, die von Gaskammern handeln… <...> man sollte diese Leute einfach als 'Holocaustleugner' bezeichnen.“
Seit 2002 hat das Journal sein Erscheinen eingestellt. Als Grund wird auf der Website des IHR „Mangel an Personal und Mitteln“ angegeben.

## Verbindungen mit islamischen Gegnern Israels
In einem in der Zeitschrift Hitlist 2002 veröffentlichten Artikel schrieb Kevin Coogan, dass Organisationen amerikanischer und europäischer Holocaustleugner wie das IHR in jüngster Zeit verstärkt versuchen, Verbindungen zu radikalen nahöstlichen Extremisten herzustellen. Nach Coogan hat Ahmed Rami, dessen schwedischer Rundfunksender Radio Islam antisemitische, holocaustleugnende und nazifreundliche Propaganda verbreitet, dem IHR beim Organisieren einer Konferenz geholfen, die im Dezember 2001 in einem von der Hisbollah beherrschten Stadtviertel Beiruts stattfinden sollte, aber nach internationalen Protesten nicht zustande kam. Mit Hilfe des antiisraelischen jordanischen Schriftstellerverbandes wurde daraufhin eine Alternativveranstaltung mit dem Thema „What Happened to the Revisionist Historians' Conference in Beirut?“ abgehalten.